# XAMPP
XAMPP est un ensemble de logiciels permettant de mettre en place un serveur Web local, un serveur FTP et un serveur de messagerie électronique. Il s'agit d'une distribution de logiciels libres (X (cross) Apache MariaDB Perl PHP) offrant une bonne souplesse d'utilisation, réputée pour son installation simple et rapide. Ainsi, il est à la portée d'un grand nombre de personnes puisqu'il ne requiert pas de connaissances particulières et fonctionne, de plus, sur les systèmes d'exploitation les plus répandus. 
Il est distribué avec différentes bibliothèques logicielles qui élargissent la palette des services de façon notable : OpenSSL, Expat (analyseur syntaxique de fichiers XML), PNG, SQLite, zlib… ainsi que différents modules Perl et Tomcat, ainsi que phpMyAdmin qui permet d'administrer des bases de données en utilisant MySQL.
Officiellement, XAMPP permet de configurer un serveur de test local avant la mise en œuvre d'un site Web, et son usage n'est pas recommandé pour un serveur dit de production.